# Julio de Paula
Julio de Paula (* in Brasilien) ist ein brasilianischer Chemiker. Er ist Professor für Chemie am Lewis & Clark College in Portland (Oregon).
Julio de Paula studierte an der Rutgers University mit dem Bachelor-Abschluss in Chemie 1982 und wurde 1987 an der Yale University promoviert mit einer Dissertation in Biophysikalischer Chemie. Danach lehrte er am Haverford College, bevor er 2005 an das Lewis & Clark College ging.
Er befasst sich mit Molekülspektroskopie, Biophysikalischer Chemie und Nanowissenschaften. In jüngster Zeit geht er praktischen Anwendungen in der Umwelttechnik wie Nanodrähten als Bestandteil von Solaranlagen und billigen solarbetriebenen Anlagen zur Wasserreinigung nach. Außerdem ist er aktiv in Anwendungen der Chemie in der Archäologie und arbeitet unter anderem mit Ausgräbern in Spanien zusammen.
Er ist Koautor von Peter W. Atkins bei den Neuauflagen von dessen Lehrbüchern über Physikalische Chemie.
Er war 2010 bis 2012 Programmdirektor in der Sektion Chemie der National Science Foundation.

## Schriften
- mit Peter W. Atkins: Physical Chemistry: Thermodynamics, Structure, and Change, 10. Auflage, Oxford University Press, 2014
- mit Peter W. Atkins, Ronald Friedman: Physical Chemistry: Quanta, Matter, and Change, 2. Auflage, Oxford University Press, 2014
- mit Peter W. Atkins: Elements of Physical Chemistry, 6. Auflage, Oxford University Press, 2013
- mit Peter W. Atkins: Physical Chemistry for the Life Sciences, 2. Auflage, W.H. Freeman and Company, New York 2011